# 디나 메릴

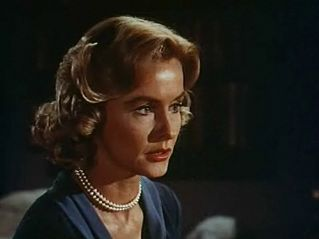

디나 메릴(Nedenia Marjorie Hutton, 1923년 12월 29일 ~ 2017년 5월 22일)는 미국의 영화배우, 총괄 프로듀서, 사교계 명사, 연극 배우, 텔레비전 배우이다.
뉴욕에서 태어났다.

## 영화
- 쉐이드 (2003년)
- 글로우 (2002년) - 피비 역
- 찬스 오브 스노우 (1998년)
- 씽씽블루 (1997년)
- 더 포인트 오브 비트레이얼 (1995년)
- 수처 (1993년)
- 플레이어 (1992년) - 셀리아 역
- 야망의 제물 (1991년) - 조안 스틸러스 역
- 공포의 그림자 (1990년)
- 운명의 시계 바늘 (1989년)
- 캐디쉑 2 (1988년) - 신시아 영 역
- 트위스트 (1986년)
- 끝없는 추적 (1984년)
- 호텔 - 시리즈 (1983년)
- 무한한 힘 (1983년)
- 당신이 원하는 것을 말해요 (1980년)
- 뿌리 - 그 다음 세대 (1979년)
- 사랑의 유람선 (1977년)
- 배트맨 - 66년 TV 시리즈 (1966년)
- 제5전선 (1966년)
- FBI (1965년)
- 아윌 테이크 스웨덴 (1965년)
- 영 사베지스 (1961년)
- 버터필드 8 (1960년)
- 보난자 (1959년)
- 오퍼레이션 페티코트 (1959년)
- 사랑의 전주곡 (1957년)